# Mi bemol menor
Mi bemol menor (abreviatura no sistema europeu Mi♭m e no sistema americano E♭m) é a tonalidade que consiste na escala menor de mi, e contém as notas mi bemol, fá, sol bemol, lá bemol, si bemol, dó bemol, ré bemol e mi bemol. A sua armadura contém seis bemóis.
A sua relativa maior é sol bemol maior e a sua paralela é mi bemol maior.